# Етьєн Капу
Етьє́н Капу́ (фр. Étienne Capoue, нар. 11 липня 1988, Ніор) — французький футболіст, півзахисник іспанського клубу «Вільяреал» та національної збірної Франції.

## Клубна кар'єра
Народився 11 липня 1988 року в місті Ніор. Вихованець юнацьких команд футбольних клубів «Ніор», «Соре», «Анже» та «Тулуза».
У дорослому футболі дебютував 2007 року виступами за «Тулузу», у складі якої провів шість сезонів. 
Влітку 2013 року уклав контракт з англійським «Тоттенгем Готспур», але так і не зміг стати основним гравцем команди, зігравши за два сезони лише 24 матчі в Прем'єр-лізі.
6 липня 2015 року перейшов до складу новачка Прем'єр-ліги «Вотфорда», ставши найдорожчим придбанням клубу за історію. Офіційний сайт Вотфорда підтверджує, що трансферний рекорд клубу був побитий, однак фінансові деталі операції з «Тоттенгемом» не розголошуються.
10 березня 2024 року матч проти «Бетіса» став для нього 100-м в Ла-Лізі.

## Виступи за збірні
2006 року дебютував у складі юнацької збірної Франції, взяв участь у 18 іграх на юнацькому рівні, відзначившись 3 забитими голами. У складі збірної віком до 19 років брав участь в чемпіонаті Європи 2007 року, де команда дійшла до півфіналу. Півзахисник зіграв на тому турнірі в двох матчах.
Протягом 2008–2010 років залучався до складу молодіжної збірної Франції. На молодіжному рівні зіграв у 12 офіційних матчах.
15 серпня 2012 року Етьєн Капу дебютував у національній збірній Франції в товариському матчі з Уругваєм.

## Досягнення
«Вільярреал»
- Володар Ліги Європи УЄФА: 2020-21